# Haplostichanthus gamopetala
Haplostichanthus gamopetala là loài thực vật có hoa thuộc họ Na. Loài này được (Boerl. ex Koord.) Heusden mô tả khoa học đầu tiên năm 1994.